# ネーター加群
抽象代数学においてネーター加群(英: Noetherian module) とは、部分加群について昇鎖条件を満たす加群のことである。ただし、部分加群には集合の包含関係で順序を入れる。
歴史的には、ヒルベルトが有限生成部分加群の性質を研究した最初の数学者である。彼はヒルベルトの基底定理として知られている重要な定理を証明した。この定理は、任意の体上の多変数多項式環の任意のイデアルが有限生成であることを述べている。しかしながら、この性質はその重要性を初めて認識したエミー・ネーターにちなんで名づけられている。

## 特徴づけ、性質、例
選択公理の仮定のもと、他の2つの特徴づけが可能である。 
- 部分加群からなる任意の空でない集合 S は（集合の包含関係に関して）極大元をもつ。これは極大条件として知られている。
- すべての部分加群は有限生成である。

M が加群、K がその部分加群であれば、M がネーター的であるのは K と M/K がともにネーター的であるとき、かつそのときに限る。これは一般の有限生成加群における状況とは対照的である。有限生成加群の部分加群は有限生成とは限らない。
例
- 整数環はそれ自身の上の加群と見てネーター加群である。
- R = Mn(F) が体上の全行列環で、M = Mn 1(F) が F の縦ベクトル全体の集合であれば、M は左から R の元を行列として掛けることによって加群の構造をもつ。これはネーター加群である。
- 集合として有限な任意の加群はネーター加群である。
- 右ネーター環上有限生成な任意の右加群はネーター加群である。

## 他の代数系におけるネーター性
右ネーター環 R は、定義によって、右からの積によって右 R 加群と見たときに右ネーター加群である。同様に環 R は左 R 加群としてネーター的であるときに左ネーター環と呼ばれる。R が可換環のとき、左右の語は不要であるからつけなくてよい。また、R が左右両側についてネーター的であるときも、単にネーター的と呼ぶのが慣例である。
ネーター性の条件は両側加群についても定義される。すなわち、ネーター両側加群とは、両側加群であって、部分両側加群について昇鎖条件を満たすものである。R-S 両側加群 M の部分両側加群は当然左 R 加群であるから、M が左 R 加群としてネーター的であれば、M は自動的にネーター両側加群である。しかしながら、両側加群としてはネーター的だが左または右加群としてはネーター的でないということはありうる。